# کلارکس‌ویل (تنسی)
کلارکس‌ویل (به انگلیسی: Clarksville, Tennessee) یک شهر در ایالات متحده آمریکا است که در شهرستان مونتگومری، تنسی واقع شده‌است.

## خصوصیات
کلارکس‌ویل ۲۴۷٫۴ کیلومترمربع مساحت و ۱۳۲٬۹۲۹ نفر جمعیت دارد و ۱۵۵ متر بالاتر از سطح دریا واقع شده‌است.